# Grant Fox
Grant James Fox, OBE (New Plymouth, 6 de junho de 1962) é um ex-jogador neozelandês de rugby union que atuava na posição de abertura.
Não era tão habilidoso com a bola em mãos, tanto que fez apenas um único try pela Nova Zelândia. Contudo, foi um dos maiores chutadores do rugby, sendo considerado um mestre na arte de marcar gols. Estreou pela seleção neozelandesa, tradicionalmente a mais forte do rugby union, em excursão pela Argentina em 1985. Em apenas seis jogos pelos All Blacks, já havia ultrapassado a marca de cem pontos por eles. Totalizou 645 pontos em 46 partidas por seu país.
Na primeira Copa do Mundo de Rugby, sediada na terra natal em 1987 e vencida por ela, Fox foi o artilheiro da competição, com 126 pontos. Estes números ainda fazem dele o jogador que mais pontuou em uma única edição do torneio. Na lista geral, Fox, que totalizou 170 considerando os pontos que fez na Copa seguinte, é o quarto, tendo sido ultrapassado pelo australiano Michael Lynagh, pelo escocês Gavin Hastings e pelo inglês Jonny Wilkinson.
Após parar de jogar, permaneceu ligado ao rugby union. Esteve nas comissões técnicas do Blues e, recentemente, como próprio treinador interino da seleção neozelandesa, em 2011. Também trabalha como comentarista.